# Discografia de Tomomi Itano
T discografia de Tomomi Itano, uma cantora de J-Pop, ela tem um álbum de estúdio, cinco singlese sete vídeos musicais, ex-membro do AKB48 Tomomi Itano participou de varias musicas com o grupo.

## Álbuns

### Álbuns de estúdio
| Detalhes do álbum                                                                                     | Melhores posições nas tabelas | Melhores posições nas tabelas | Melhores posições nas tabelas | Melhores posições nas tabelas | Melhores posições nas tabelas | Melhores posições nas tabelas | Melhores posições nas tabelas | Melhores posições nas tabelas | Vendas/Certificações |
| Detalhes do álbum                                                                                     | CAN                           | AUS                           | BRA                           | UK                            | HOL                           | IRL                           | NZL                           | JAP                           | Vendas/Certificações |
| --- | ----------------------------- | ----------------------------- | ----------------------------- | ----------------------------- | ----------------------------- | ----------------------------- | ----------------------------- | ----------------------------- | --- |
| S×W×A×G - Lançamento: 2 de julho de 2014 - Gravadora: King Records - Formato(s): CD, download digital | 75                            | 88                            | 52                            | 85                            | 4                             | 15                            | 24                            | 33                            | - EUA: Platina 140.000 cópias - JPN: Ouro 500.000 cópias - UK: Prata 60.000 cópias - BRA: Platina 12.000 cópias - MÉX: Ouro 10.000 cópias - SWE: Ouro 5.000 cópias |
| "—" denota itens que não entraram nas tabelas ou não foram lançados no território.                    |                               |                               |                               |                               |                               |                               |                               |                               | |

### Participações no AKB48
| Título                         | Ano  |
| ------------------------------ | ---- |
| "Sakura no Hanabiratachi"      | 2006 |
| "Skirt, Hirari"                | 2006 |
| "Aitakatta"                    | 2006 |
| "Seifuku ga Jama o Suru"       | 2007 |
| "Keibetsu Shiteita Aijō"       | 2007 |
| "Bingo!"                       | 2007 |
| "Boku no Taiyō"                | 2007 |
| "Yūhi o Miteiru ka?"           | 2007 |
| "Romance, Irane"               | 2008 |
| "Sakura no Hanabiratachi 2008" | 2008 |
| "Baby! Baby! Baby!"            | 2008 |
| "Ōgoe Diamond"                 | 2008 |
| "10nen Sakura"                 | 2009 |
| "Namida Surprise!"             | 2009 |
| "Iiwake Maybe"                 | 2009 |
| "River"                        | 2009 |
| "Sakura no Shiori"             | 2010 |
| "Ponytail to Shushu"           | 2010 |
| "Heavy Rotation"               | 2010 |
| "Beginner"                     | 2010 |
| "Chance no Junban"             | 2010 |
| "Sakura no Ki ni Narō"         | 2011 |
| "Everyday, Katyusha"           | 2011 |
| "Flying Get"                   | 2011 |
| "Kaze wa Fuiteiru"             | 2011 |
| "Ue kara Mariko"               | 2011 |
| "Give Me Five!"                | 2012 |
| "Manatsu no Sounds Good!"      | 2012 |
| "Gingham Check"                | 2012 |
| "Uza"                          | 2012 |
| "Eien Pressure"                | 2012 |
| "So Long!"                     | 2013 |
| "Sayonara Crawl"               | 2013 |
| "Koisuru Fortune Cookie"       | 2013 |